# تئودور دو بانویل

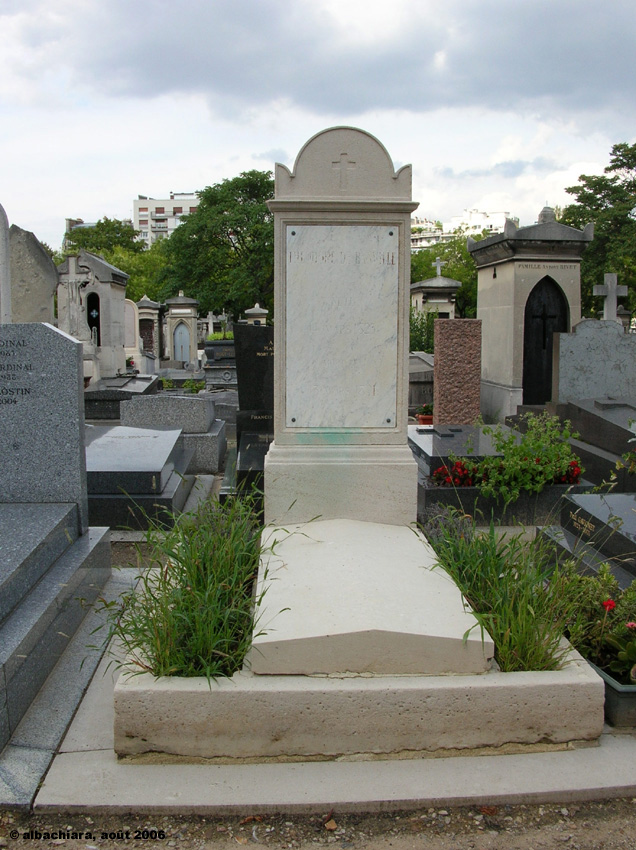
مقبره تئودور دو بانویل در گورستان مون‌پارناس

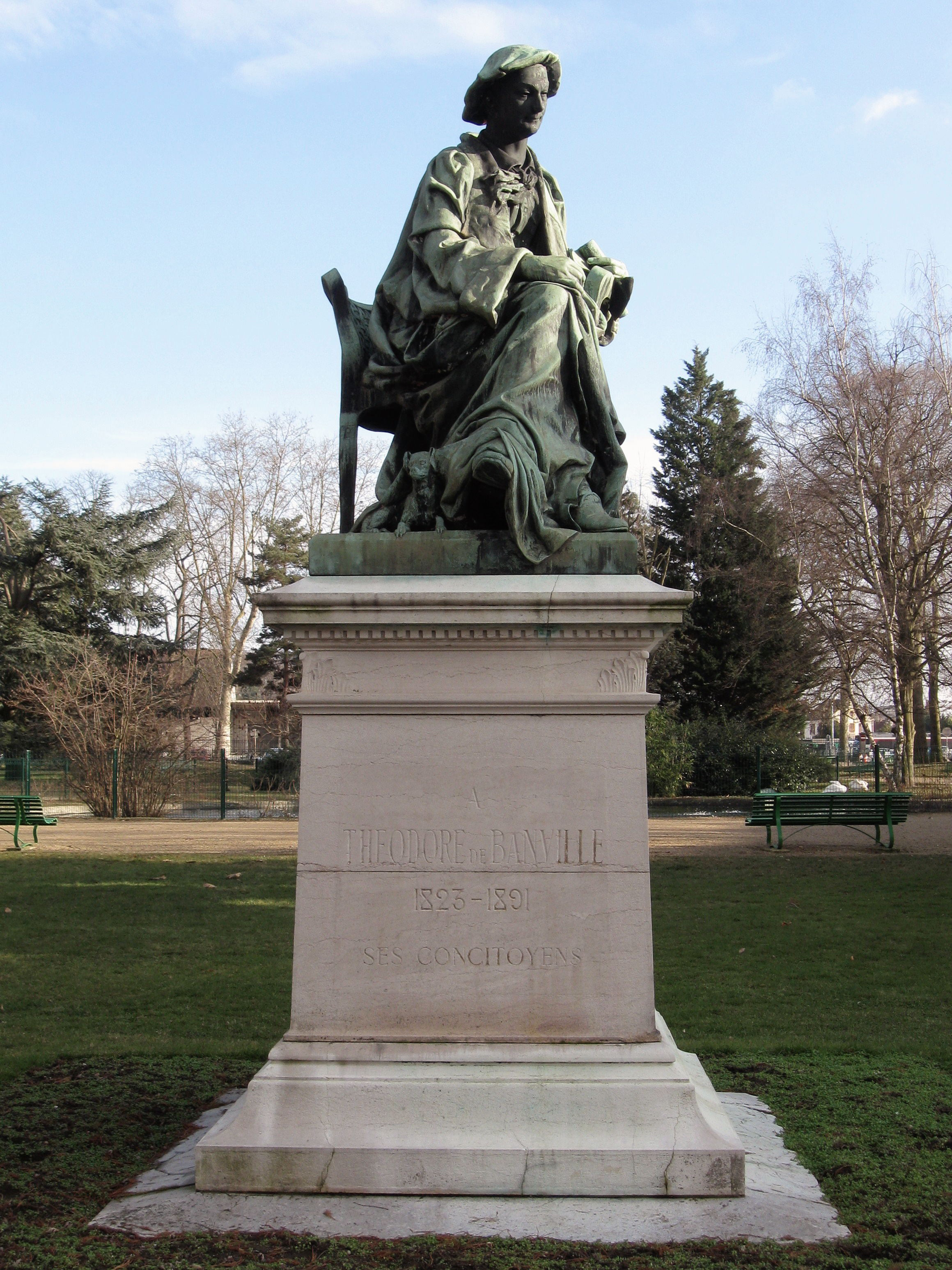
مجسمه تئودور دو بانویل در مولن

تئودور دو بانویل (به فرانسوی: Théodore de Banville) شاعر، نمایش‌نامه نویس، روزنامه‌نگار و منتقد درام قرن نوزدهم میلادی اهل فرانسه است.
وی در ۱۴ مارس ۱۸۲۳ در مولن دیده به جهان گشود و در ۱۳ مارس ۱۸۹۱ در پاریس درگذشت و مقبره وی در گورستان مون‌پارناس است. او از دوستان ویکتور هوگو، شارل بودلر، تئوفیل گوتیه و از شاعران برجسته عصر خویش به‌شمار می آمد.

## اشعار
- بررسی‌های کوچک : فانوس جادویی (به فرانسوی: Petites Études : La Lanterne magique)
- درون‍مایه پارناس معاصر (به فرانسوی: Contributions au Parnasse contemporain)
- تبعیدی‌ها (به فرانسوی: Les Exilés)
- ترانه‌های آکروباتیک (به فرانسوی: Odes funambulesques)

## نمایش‌نامه‌ها
- گرنگوار (به فرانسوی: Gringoire)، کمدی یک پرده‌ای تاریخی در مورد ویکتور هوگو[۱]